# Заполярный (Коми)
Заполярный — посёлок городского типа Республики Коми России. Входит в состав городского округа Воркута, от центра которого удалён на 12 км (35 км по дороге).

## История
Посёлок возник как поселение при строительстве шахты № 27. Около соседней шахты № 26, располагавшейся чуть севернее шахты № 27, к западу от неё возник посёлок Западный (просуществовал недолго). В 1956—1965 годах шахты № 26 и № 27 были реконструированы, а позднее объединены в одну — № 27. 1 октября 1974 года шахта № 27 переименована в шахту «Заполярная».
Статус посёлка городского типа — с 1956 года.
Расцвет посёлка приходится на конец 1980-х гг. В посёлке функционировали: средняя школа № 34, восьмилетняя школа № 18 (ныне ликвидирована), детская музыкальная школа, вечерняя школа рабочей молодёжи, больница, поликлиника, скорая помощь, санаторий-профилакторий, дом быта, дом культуры (кинозал, танцевальный зал, библиотека), ресторан «Украина» (ныне дом культуры), столовая, кафе, пивная, 5 детских садов (в том числе: «Колокольчик», «Берёзка», «Яблочко»), спортзал, крытый каток, тир, почта, баня, сберкасса, аптека, ликеро-водочный завод, 5 непродовольственных магазинов («Одежда», «Посудо-хозяйственный», «Промтовары», «Книги», «Мебель, игрушки и канцтовары»), 6 продуктовых магазинов (№ 6, № 8, «Квартал», «Овощной подвал», «Кулинария», «Молоко»), пожарная охрана, горно-спасательный взвод.
9 апреля 1975 года началось строительство крупнейшей в ПУБ Центральной обогатительной фабрики (ЦОФ), которая сдана в эксплуатацию в 1993 году.
Основные улицы: Фрунзе (бывшая Ленина), Подбельского (бывшая Почтовая), Землячки (бывшая Пионерская), Красных Зорь (бывшая Комсомольская), Твардовского (бывшая Лермонтова), Кольцова, Тундровая, Магистральная.
15 января 2024 года в 4 часа 28 минут на шахте "Заполярная" при сбойке выработки Конвейерный штрек 123-ю пласта Тройного на ранее пройденную выработку Разрезная печь 123-ю пласта Тройного произошёл непрогнозируемый прорыв подземных вод. Впоследствии погиб 1 горняк.

## Население
| 1959  | 1970  | 1979  | 1989  | 2002  | 2009  | 2010  |
| ----- | ----- | ----- | ----- | ----- | ----- | ----- |
| 8775  | ↗9709 | ↘7964 | ↘7760 | ↘4708 | ↘4009 | ↘1948 |
| 2012  | 2013  | 2014  | 2015  | 2016  | 2017  | 2018  |
| ↘1838 | ↘1760 | ↘1676 | ↘1598 | ↘1555 | ↘1530 | ↘1456 |
| 2019  | 2020  | 2021  | 2024  |       |       |       |
| ↘1384 | ↘1362 | ↘483  | ↘460  |       |       |       |

По неофициальным данным и со слов местных жителей в Заполярном проживают от 200 до 400 жителей.
Власти заполярного города Воркута в Коми намерены переселить в 2022 году 62 семьи из закрывающегося поселка Комсомольский. А также до конца 2025 года планируется переселить 300 семей из поселка Заполярный и завершить так называемую программу "управляемого сжатия", об этом сообщил мэр Воркуты Ярослав Шапошников 23 Марта 2022 года. По итогу к 2025 году поселок Комсомольский и Заполярный будут полностью закрыты.

## Транспорт
Доступен автомобильным и железнодорожным транспортом. Ежедневно ходит автобус № 102 Воркута — Заполярный.